# (20231) 1997 YK
1997 واي كي (ويعرف أيضًا باسم (20231) 1997 واي كي وفق تسمية الكوكب الصغير) (بالإنجليزية: 1997 YK)‏ هو كويكب ضمن حزام الكويكبات؛ وترتيبه 20231 من حيث الاكتشاف.
اكتُشف هذا الجُرم الفلكي بواسطة تاكاو كوباياشي في 18 ديسمبر 1997.

## وصلات خارجية
- (20231) 1997 YK في قاعدة بيانات مختبر الدفع النفاث لأجرام النظام الشمسي الصغيرة

- الاكتشاف · مخطط المدار ·  العناصر المدارية · المعلمات المادية

- (20231) 1997 YK على موقع ويكي سكاي: DSS2, SDSS, GALEX, IRAS, Hydrogen α, X-Ray, Astrophoto, Sky Map, Articles and images